# Plecia evansi
Plecia evansi är en tvåvingeart som beskrevs av Fitzgerald 1998. Plecia evansi ingår i släktet Plecia och familjen hårmyggor. Inga underarter finns listade i Catalogue of Life.